# عبد القادر محمد فرح
عبد القادر محمد فرح (1961 - 2020)، هو أسطورة كرة القدم الصومالية. الذي عمل في السنوات الأخيرة كمستشار لوزير الشباب والرياضة في بلاده. (وهو أول رياضي من العالم العربي توفي بسبب فيروس كورونا).

## وفاته
وافته المنية عن عمر ناهز 59 عاماً، بعد ثبوت إيجابية عينته للمرض واحتجازه في أحد مستشفيات العاصمة البريطانية لندن.
وأعلن اتحاد الصومال لكرة القدم خبر وفاة محمد فرح في منشور عبر الحساب الرسمي للهيئة بموقع التواصل الاجتماعي (فيسبوك) حيث كتب: «خسر الصومال أسطورة كرة القدم عبد القادر محمد فرح بسبب فيروس كورونا، ولقد توفي في مستشفى بلندن، كل التعازي لعائلته وأقاربه وكذلك لكرة القدم الصومالية بأكملها».

## حياته
ولد في 15 فبراير 1961م، بمدينة بلد وين على بعد نحو 342 كم شمال العاصمة مقديشو، وبدأ مسيرته الكروية عام 1976، عندما ظهر للمرة الأولى في بطولة كرة القدم للمدارس الوطنية، ثم ترقى إلى المستوى الإقليمي ممثلاً لمنطقته في بطولة كرة القدم الإقليمية لعام 1979، والتي باتت منصة له لعرض موهبته، ومن هناك تعاقد معه نادي بترولكا حيث قضى فترة مميزة حتى أواخر ثمانينيات القرن الماضي.
ومثل منتخب الصومال لكرة القدم دوليا حتى اعتزاله في نهاية الثمانينيات، وعمل مستشارا لوزير الشباب والرياضة في الصومال منذ عام 2016 حتى وفاته في 2020.